# Autocovariància
En teoria i estadística de probabilitats, donat un procés estocàstic, l'autocovariància és una funció que dona la covariància del procés amb si mateix en parells de punts de temps. L'autocovariància està estretament relacionada amb l'autocorrelació del procés en qüestió.

## Autocovariància de processos estocàstics
Amb la notació habitual {\displaystyle \operatorname {E} } per a l'operador d'expectativa, si el procés estocàstic {\displaystyle \left\{X_{t}\right\}} té la funció mitjana {\displaystyle \mu _{t}=\operatorname {E} [X_{t}]}, aleshores l'autocovariància ve donada per
| {\displaystyle \operatorname {K} _{XX}(t_{1},t_{2})=\operatorname {cov} \left[X_{t_{1}},X_{t_{2}}\right]=\operatorname {E} [(X_{t_{1}}-\mu _{t_{1}})(X_{t_{2}}-\mu _{t_{2}})]=\operatorname {E} [X_{t_{1}}X_{t_{2}}]-\mu _{t_{1}}\mu _{t_{2}}} | \| \| \| \| \| \| \| \| | (Eq.1) |
| |                         |        |
| |                         |        |

|  |  |  |
|  |  |  |on {\displaystyle t_{1}} i {\displaystyle t_{2}} són dos casos en el temps.

## Propietats[4]

### Propietat de simetria
{\displaystyle \operatorname {K} _{XX}(t_{1},t_{2})={\overline {\operatorname {K} _{XX}(t_{2},t_{1})}}}
respectivament per a un procés WSS:
{\displaystyle \operatorname {K} _{XX}(\tau )={\overline {\operatorname {K} _{XX}(-\tau )}}}

### Filtrat lineal
L'autocovariància d'un procés filtrat linealment {\displaystyle \left\{Y_{t}\right\}}
{\displaystyle Y_{t}=\sum _{k=-\infty }^{\infty }a_{k}X_{t+k}\,}
és
{\displaystyle K_{YY}(\tau )=\sum _{k,l=-\infty }^{\infty }a_{k}a_{l}K_{XX}(\tau +k-l).\,}